# La Force du pardon
La Force du pardon (Crossroads: A Story of Forgiveness') est un téléfilm américain réalisé par John Kent Harrison et diffusé en 2007 à la télévision.

## Fiche technique
- Scénario : Peter Hunziker, Cynthia Riddle et Oliver Goldstick
- Durée : 120 min
- Pays :  États-Unis

## Distribution
- Dean Cain (V.F. : Emmanuel Curtil) : Bruce Murakami
- Peri Gilpin : Erin
- Shiloh Fernandez : Justin Gutierrez
- Julie Warner : Melissa
- Chelah Horsdal : Cindy
- Landon Liboiron : Brody Murakami
- Ryan Kennedy : Josh Murakami
- Andrew Abud : Spectateur au tribunal
- Emy Aneke : Rodney
- James Ashcroft : Greffier
- Julius Chapple : Journaliste #1
- Julian D. Christopher : Shérif Burger
- Alex DeVorak : Spectatrice au tribunal
- Diego Del Mar : Témoin
- Carrie Fleming : Anna
- Merrilyn Gann : La juge
- Andrew Hedge : Bill
- Tim Henry : Monsieur Scully
- Susan Hogan : Principale Warren
- James Kearley : Étudiant
- Jason Kendell : Avocat
- Nicole LaPlaca : Carla
- Blaine Lopes : Observateur au tribunal
- Catherine Lough Haggquist : Chantal
- David Michie : Hector (voix)
- Sheila Moore : Tante Lena
- Jesse Moss : Derek
- David Neale : David
- Timothy Paul Perez : Oscar
- Katie Pezarro : Chelsea
- Geoffrey Rivas : Paul
- Steph Song : Kim
- Andy Stahl : Peterson
- Venus Terzo : Nancy
- Brett Viberg : Shérif adjoint Haines
- Joanne Wilson : Wanda Rollins
- Calum Worthy : Kip